# 撫子 (キックボクサー)
撫子（なでしこ、2000年7月7日 - ）は、日本の女子キックボクサー、ムエタイ選手。Grabs Kickboxing Studio所属。2023年にNJKFミネルヴァ・ピン級王座、2025年にペーパー級（43.09kg）王座およびWBCムエタイ世界女子ミニマム級王座を獲得。北海道札幌市出身。

## 経歴
2021年8月28日にRISEで紗彩に判定勝利し、10月31日にNJKF（ニュージャパンキックボクシング連盟）で斎藤千種に判定勝利。
2022年1月9日にJKA（ジャパンキックボクシング協会）の興行で藤原乃愛と対戦し、引き分け。3月20日にJKAの興行で藤原と再戦し、判定負け。7月3日にNJKFで斎藤千種と再戦し、判定勝利。7月24日にSHOOT BOXINGで菊地美乃里に判定勝利。10月16日にNJKFでねこ太に1回TKO勝利。12月18日にKROSS×OVERで松本徐倫にスプリット判定で勝利。
2023年3月19日にJKAの興行で行われたミネルヴァ・ピン級タイトルマッチで王者の藤原乃愛と対戦し、判定3-0で勝利。同級王座を獲得した。勝利者マイクでは「藤原選手がいたからこそ、ここまで頑張れた。藤原選手は良きライバルだと思っています」などと涙ながらに語った。5月4日に日本のムエタイ興行「BOM（The Battle of Muaythai）」でカナ・ウォーワンチャイに判定負け。11月5日にJKAの興行で行われたミネルヴァ・ピン級タイトルマッチで斎藤千種の挑戦を受け、判定勝利で初防衛。
2024年4月21日に東北地方のムエタイ興行「聖域」で行われた聖域統一ピン級タイトルマッチで王者の田中“暴君”藍と対戦し、負傷によるドクターストップで5回TKO負け。7月20日に栃木県のキックボクシング興行「BURST」でUver∞miyUとペーパー級で対戦し、判定勝利。9月1日にBOMで行われたWMC日本女子ピン級タイトルマッチで王者のMIREYと対戦し、判定負け。12月26日にSHOOT BOXINGでMISAKIに判定0-3で敗北。
2025年3月2日に新日本キックボクシング協会の興行で行われたミネルヴァ・ペーパー級タイトルマッチで王者の上真と対戦し、判定勝利。同級王座を獲得した。6月15日にKROSS×OVERで松本徐倫に判定負け。8月9日にオーストラリアのムエタイ興行「MTL（Muay Thai League）」で行われたWBCムエタイ世界女子ミニマム級タイトルマッチで王者のルシール・デッドマンと対戦し、4回TKO勝利。同級王座を獲得した。

## 戦績
| キックボクシング 戦績 | キックボクシング 戦績 | キックボクシング 戦績 | キックボクシング 戦績 | キックボクシング 戦績 | キックボクシング 戦績 | キックボクシング 戦績 |
| --------------------- | --------------------- | --------------------- | --------------------- | --------------------- | --------------------- | --------------------- |
| 20 試合               | (T)KO                 | 判定                  | その他                | 引き分け              | 無効試合              |                       |
| 12 勝                 | 2                     | 10                    | 0                     | 1                     | 0                     |                       |
| 7 敗                  | 1                     | 6                     | 0                     | 1                     | 0                     |                       |

| 勝敗 | 対戦相手               | 試合結果                   | 大会名                                                                   | 開催年月日     |
| ○    | ルシール・デッドマン   | 4R TKO（ドクターストップ） | MTL 15 【WBCムエタイ世界女子ミニマム級タイトルマッチ】                   | 2025年8月9日   |
| ×    | 松本徐倫               | 3R終了 判定0-2             | KROSS×OVER CAGE.6                                                        | 2025年6月15日  |
| ○    | 上真                   | 3R終了 判定3-0             | MAGNUM 61 【ミネルヴァ・ペーパー級タイトルマッチ】                       | 2025年3月2日   |
| ×    | MISAKI                 | 3R終了 判定0-3             | SHOOT BOXING BATTLE SUMMIT                                               | 2024年12月26日 |
| ×    | MIREY                  | 5R終了 判定1-2             | BOM 47 【WMC日本女子ピン級タイトルマッチ】                               | 2024年9月1日   |
| ○    | Uver∞miyU              | 3R終了 判定3-0             | BURST                                                                    | 2024年7月20日  |
| ×    | 田中“暴君”藍           | 5R TKO（ドクターストップ） | HARDCORE 聖域（サンクチュアリ）2024‐1st 【聖域統一ピン級タイトルマッチ】 | 2024年4月21日  |
| ○    | 斎藤千種               | 3R終了 判定3-0             | BOUT48～GRABS祭り 【ミネルヴァ・ピン級タイトルマッチ】                   | 2023年11月5日  |
| ○    | 風羽                   | 3R終了 判定3-0             | BOUT 47                                                                  | 2023年9月10日  |
| ×    | カナ・ウォーワンチャイ | 3R終了 判定0-3             | BOM 40                                                                   | 2023年5月4日   |
| ○    | 藤原乃愛               | 3R終了 判定3-0             | KICK Insist 15 【ミネルヴァ・ピン級タイトルマッチ】                      | 2023年3月19日  |
| ○    | 松本徐倫               | 3R終了 判定2-1             | KROSS×OVER.20                                                            | 2022年12月18日 |
| ○    | ねこ太                 | 1R 1:38 TKO                | NJKF DUEL.25                                                             | 2022年10月16日 |
| ○    | 菊地美乃里             | 3R終了 判定3-0             | SHOOTBOXING 2022 YOUNG CAESER CUP CENTRAL #30 “DEAD or ALIVE 04”         | 2022年7月24日  |
| ○    | 斎藤千種               | 3R終了 判定3-0             | NJKF DUEL.24                                                             | 2022年7月3日   |
| ×    | 藤原乃愛               | 3R終了 判定0-3             | KICK Insist 12                                                           | 2022年3月20日  |
| △    | 藤原乃愛               | 3R終了 判定0-1             | CHALLENGER4                                                              | 2022年1月9日   |
| ○    | 斎藤千種               | 3R終了 判定3-0             | NJKF DUEL.22                                                             | 2021年10月31日 |
| ○    | 紗彩                   | 3R終了 判定3-0             | RISE EVOL.9                                                              | 2021年8月28日  |
| ×    | 狂猫Yokko              | 3R終了 判定1-2             | SUK WAN KINGTHONG                                                        | 2021年7月29日  |

## 獲得タイトル
- NJKFミネルヴァ・ピン級王座（防衛1）
- 第2代NJKF EXPLOSION -49kg王座
- NJKFミネルヴァ・ペーパー級王座
- WBCムエタイ世界女子ミニマム級王座